# عضيض مريري
عضيض مريرياني (الاسم العلمي: Urospermum picroides) هو نوع من النباتات يتبع جنس العضيض من الفصيلة النجمية.